# Огнёвский сельсовет (Липецкая область)
Огнёвский сельсове́т — сельское поселение в Становлянском районе Липецкой области. 
Административный центр — деревня Плоты.

## История
В соответствии с законами Липецкой области №114-оз от 02.07.2004 и №126-оз от 23.09.2004 сельсовет наделён статусом сельского поселения, установлены границы муниципального образования.

## Население
| 2010 | 2012 | 2013 | 2014 | 2015 | 2016 | 2017 |
| ---- | ---- | ---- | ---- | ---- | ---- | ---- |
| 651  | ↘620 | ↘615 | ↘604 | ↘589 | ↘578 | ↘567 |
| 2018 | 2021 |      |      |      |      |      |
| ↘558 | ↘493 |      |      |      |      |      |

## Состав сельского поселения
| № | Населённый пункт | Тип населённого пункта          | Население |
| - | ---------------- | ------------------------------- | --------- |
| 1 | Новиково         | деревня                         | 69        |
| 2 | Огнёвка          | деревня                         | 55        |
| 3 | Озерки           | деревня                         | 7         |
| 4 | Плоты            | деревня, административный центр | 461       |
| 5 | Светлый          | посёлок                         | 59        |

### Упразднённые населённые пункты
Баевка — упразднённая в 2001 году деревня.